# Église San Lio
L'église San Lio ou San Leone IX (Saint-Léon IX) est une église catholique de Venise, en Italie.

## Localisation
L'église San Lio est située dans le sestiere de Castello, contrada San Lio. Sa façade orientée à l'Ouest s'ouvre sur la Campo San Lio, son flanc sud est bordé par la Salizada San Lio.

## Historique
Elle a été construite au IXe siècle par la famille Badoer noble vénitienne et a été initialement dédiée à sainte Catherine d'Alexandrie.
En 1054 elle a été dédiée à saint Léon IX (Saint Lio en vénitien), en l'honneur du Pape qui avait soutenu la cause de Venise dans la demande de protéger le patriarcat de Grado, contre le patriarcat d'Aquilée fondé en 1043.

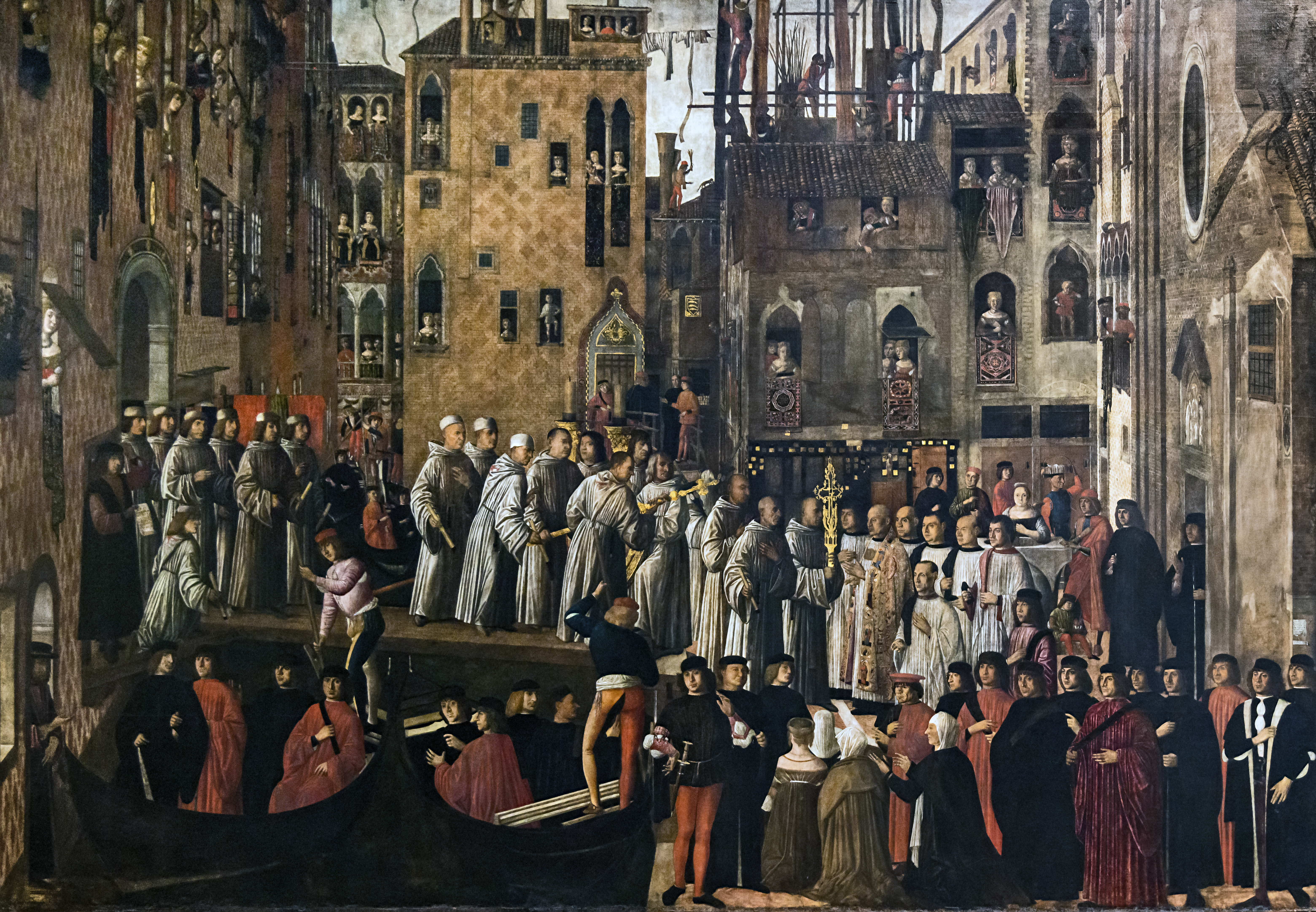
Miracle de la relique de la Sainte Croix au Campo San Lio par Giovanni Mansueti

## Description

### Extérieur

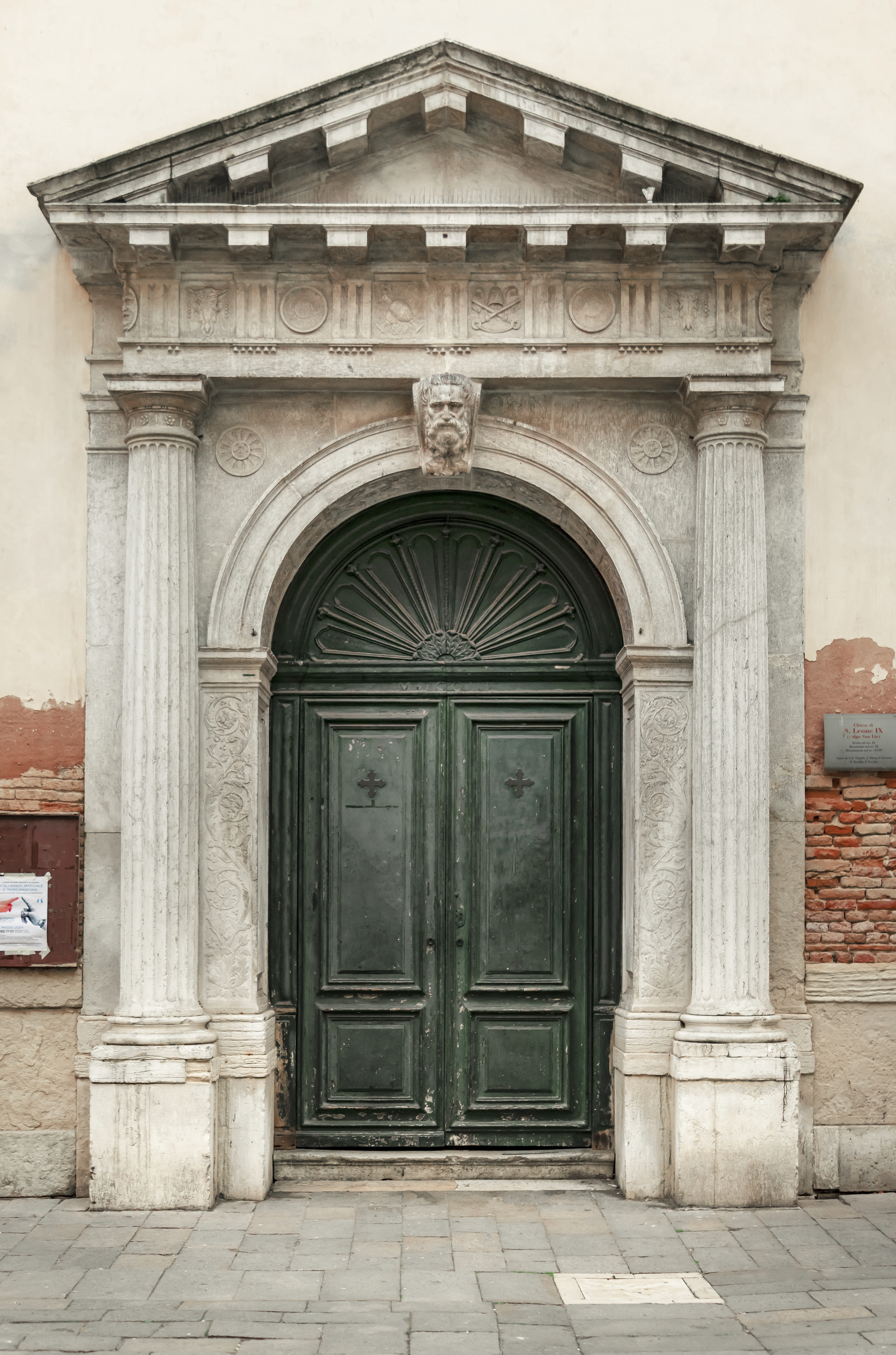
Porche d'entrée sur la campo San Lio

L'église d'origine possédait un plan byzantin, basilical à trois nefs. Au XVe siècle, le chœur est remanié, avec l'adjonction de deux chapelles absidiales.
L'édifice est radicalement remanié en 1783 : les trois nefs sont réunies en une nef unique, le clocher médiéval est abattu au profit d'un discret clocher-mur sur le flanc nord de l'édifice.

### Intérieur
- Le plafond peint à fresque montre une œuvre de Giandomenico Tiepolo : San Leone in gloria, l'Esaltazione della Croce, Angeli e Virtù Cardinali (1783)
- Les fonts baptismaux ont vu passer Canaletto
- La chaire est décorée par Gaetano Zompini.
- Un retable montrant saint Jacques le Majeur par le Titien - 1558
- De Pietro Antonio Novelli Dieu et les saints – Marc l’évangéliste, Antoine de Padoue, Lucie de Syracuse et Saint Louis de Toulouse – 1779
- Au-dessus de l'entrée de la chapelle à gauche le monument en mémoire de l'amiral Andrea Pisani (1662 - 1718).
- L'église abrite également un orgue du XVIIIe siècle et des peintures de l'école vénitienne montrant la vie de David et la Vierge au chérubin .

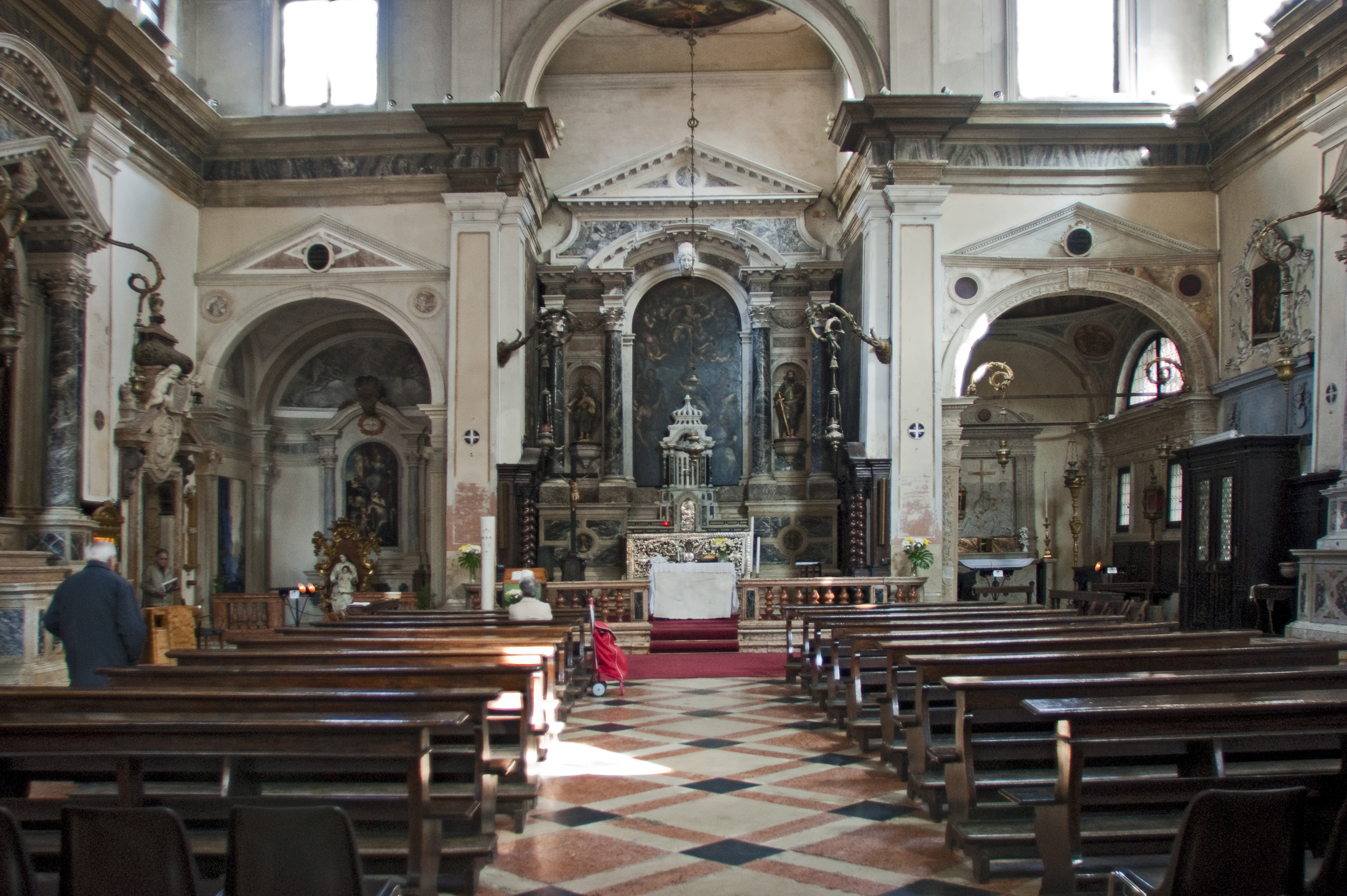
Vue intérieure
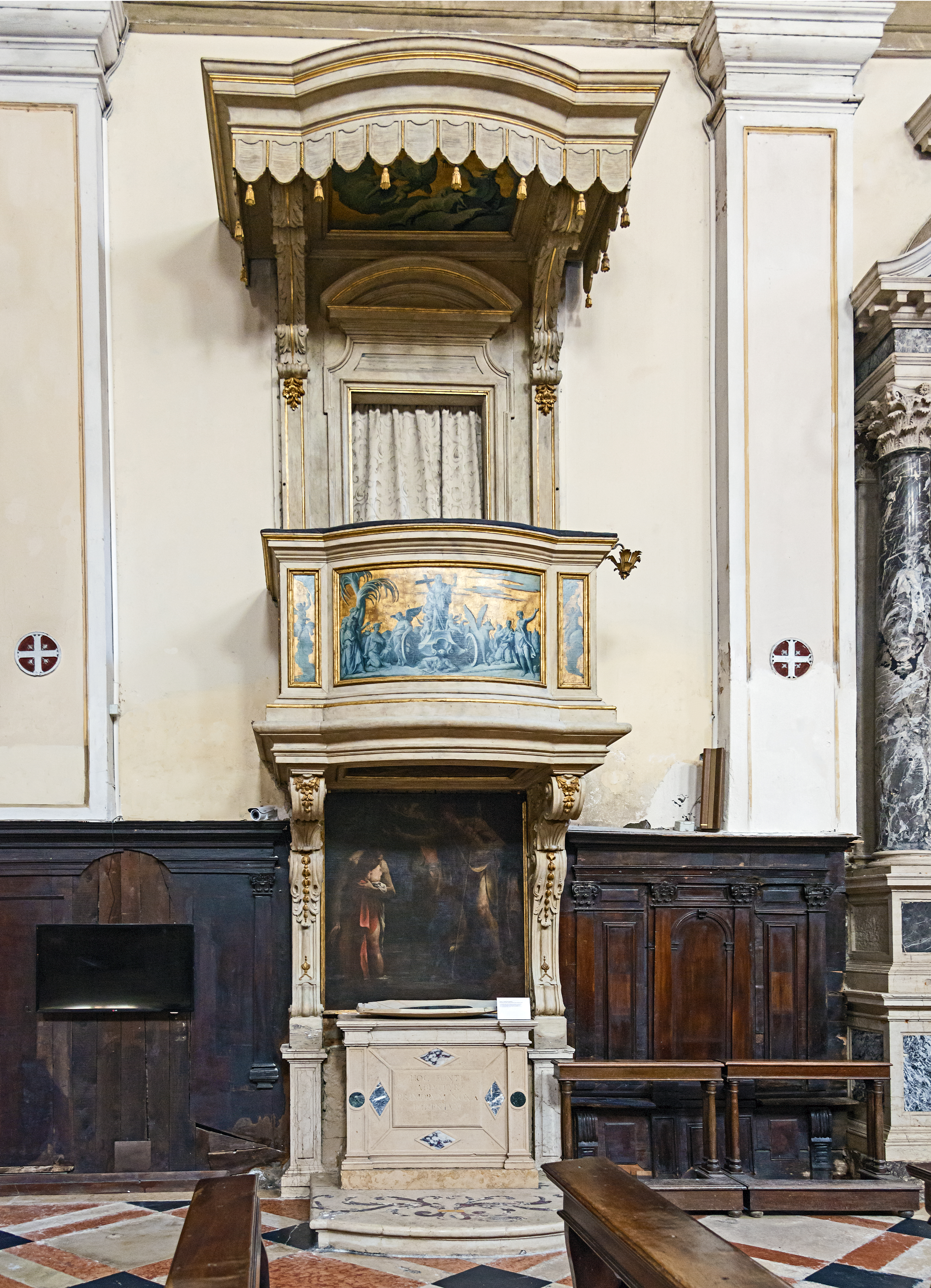
Les fonts baptismaux et la chaire
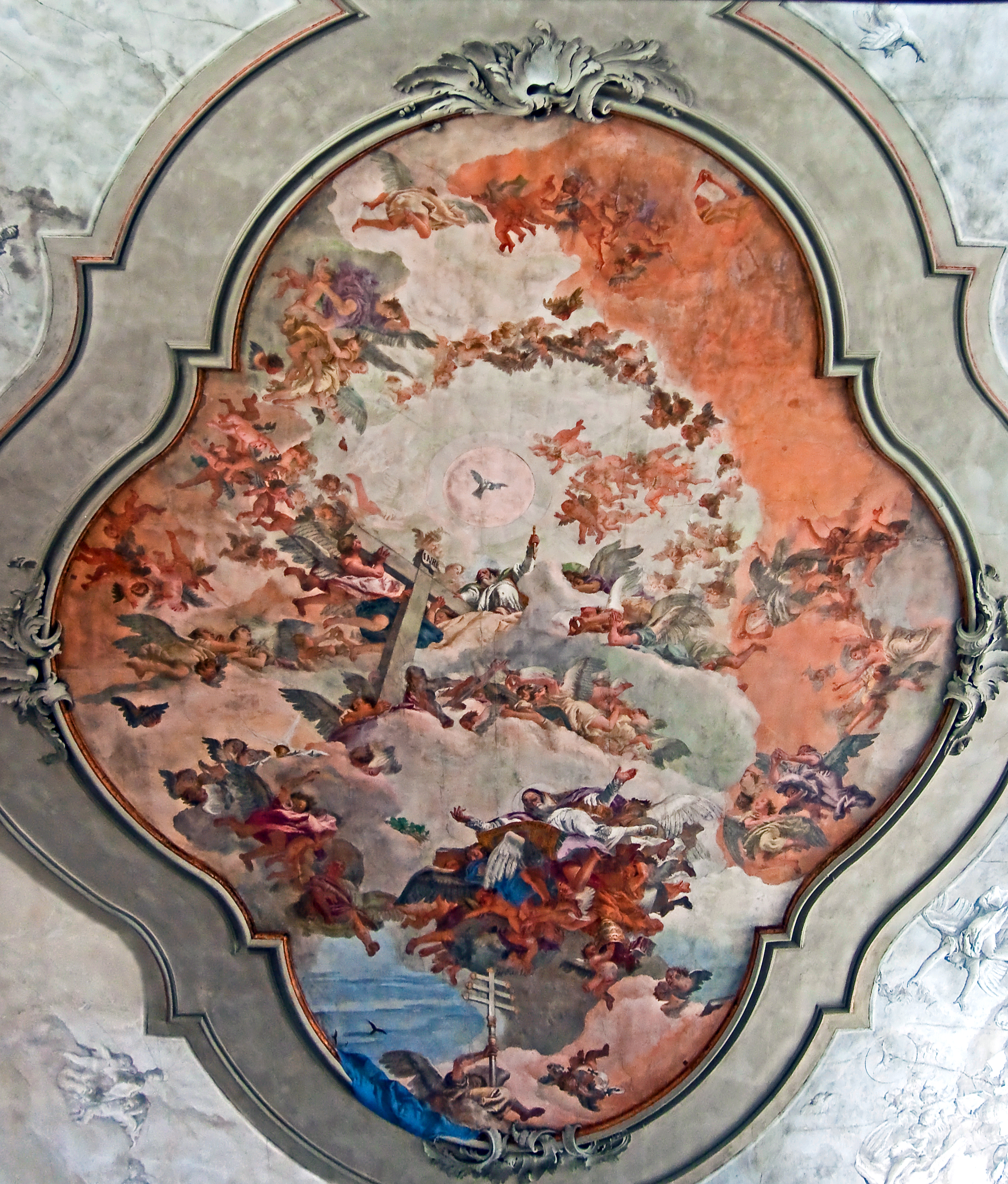
Anges et Vertus par Giandomenico Tiepolo Fresque du plafond
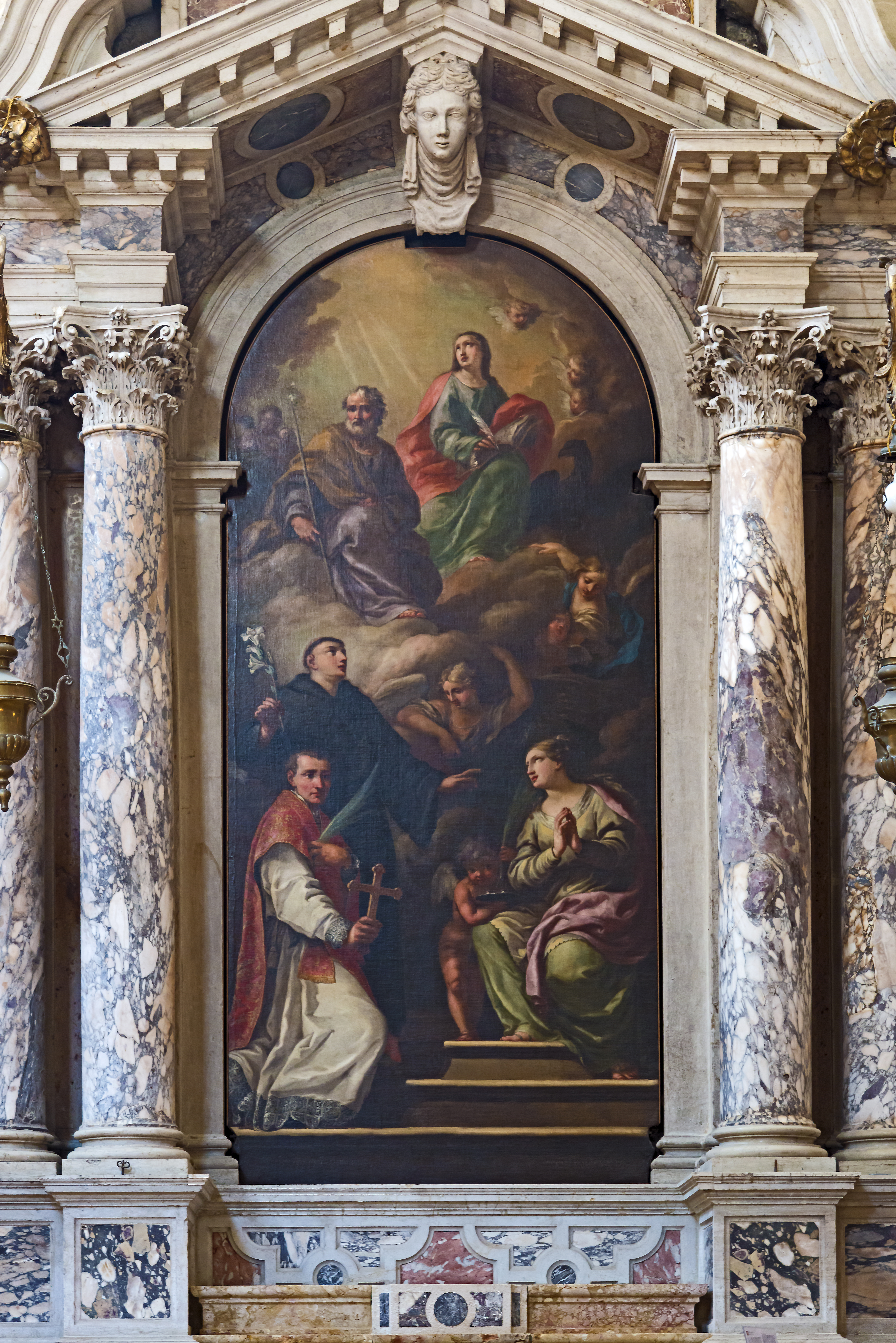
Padre Celeste con santi  Pietro Antonio Novelli
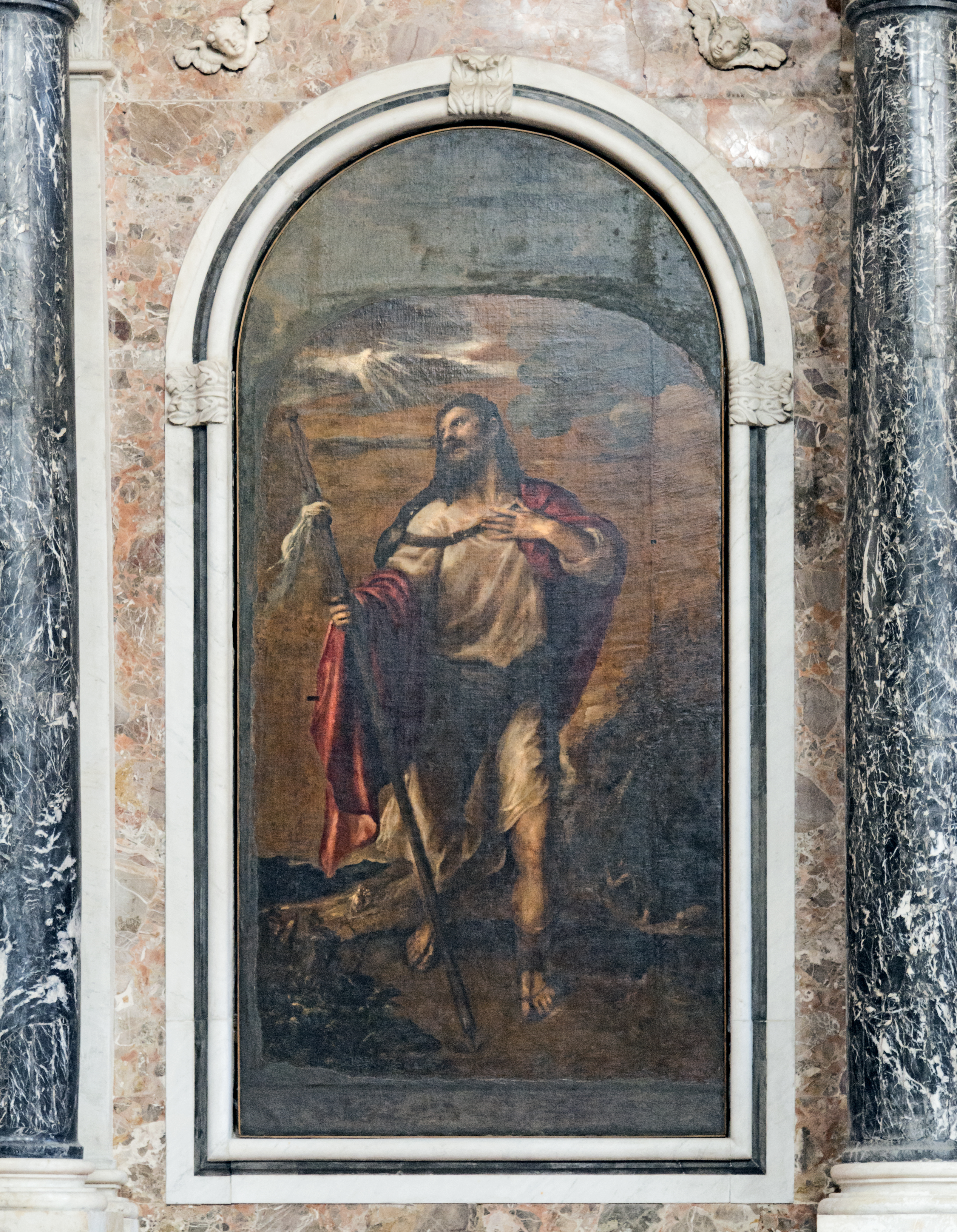
Apostolo Giacomo il maggiore - Le Titien - 1558
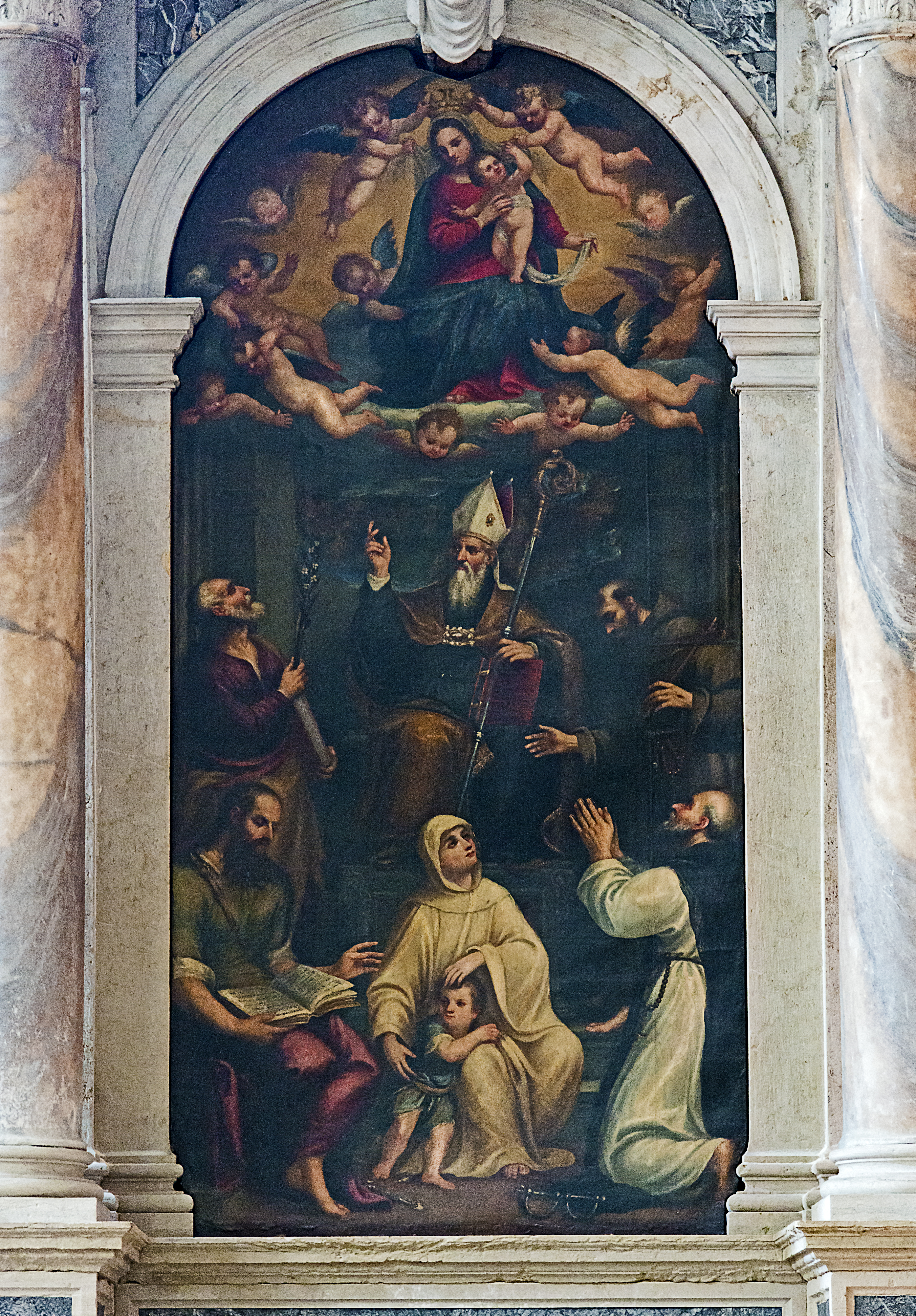
Sainte Marie en gloire avec d'autres saints - École vénitienne avant 1700
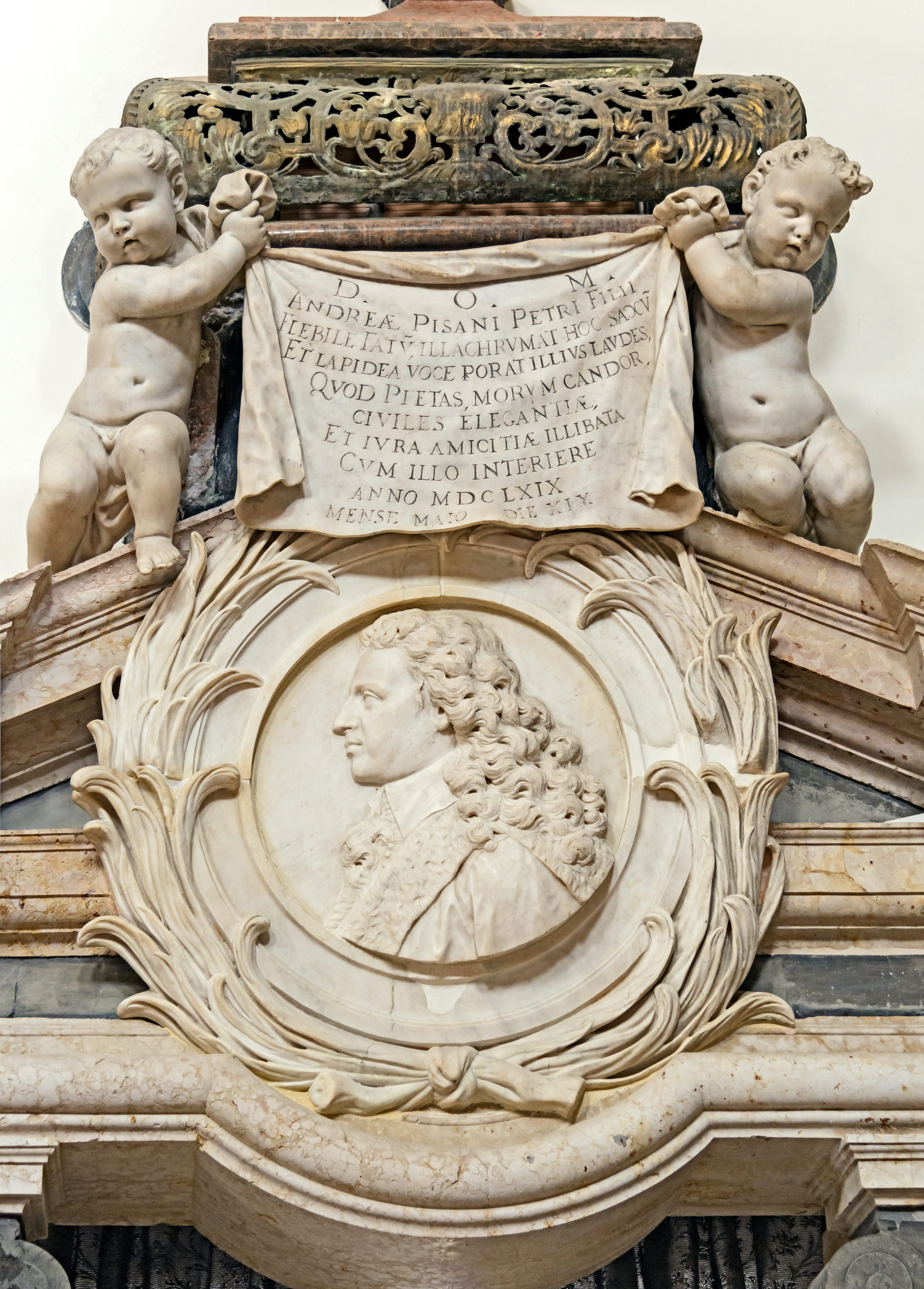
Monument à Andrea Pisani

### Le chœur
- Le retable du maître autel : huile sur toile Le Christ mort soutenu par des anges et des saints de Palma le Jeune.
- Le plafond du chœur :  L'Ange réveille le prophète Elie par P. Moro.

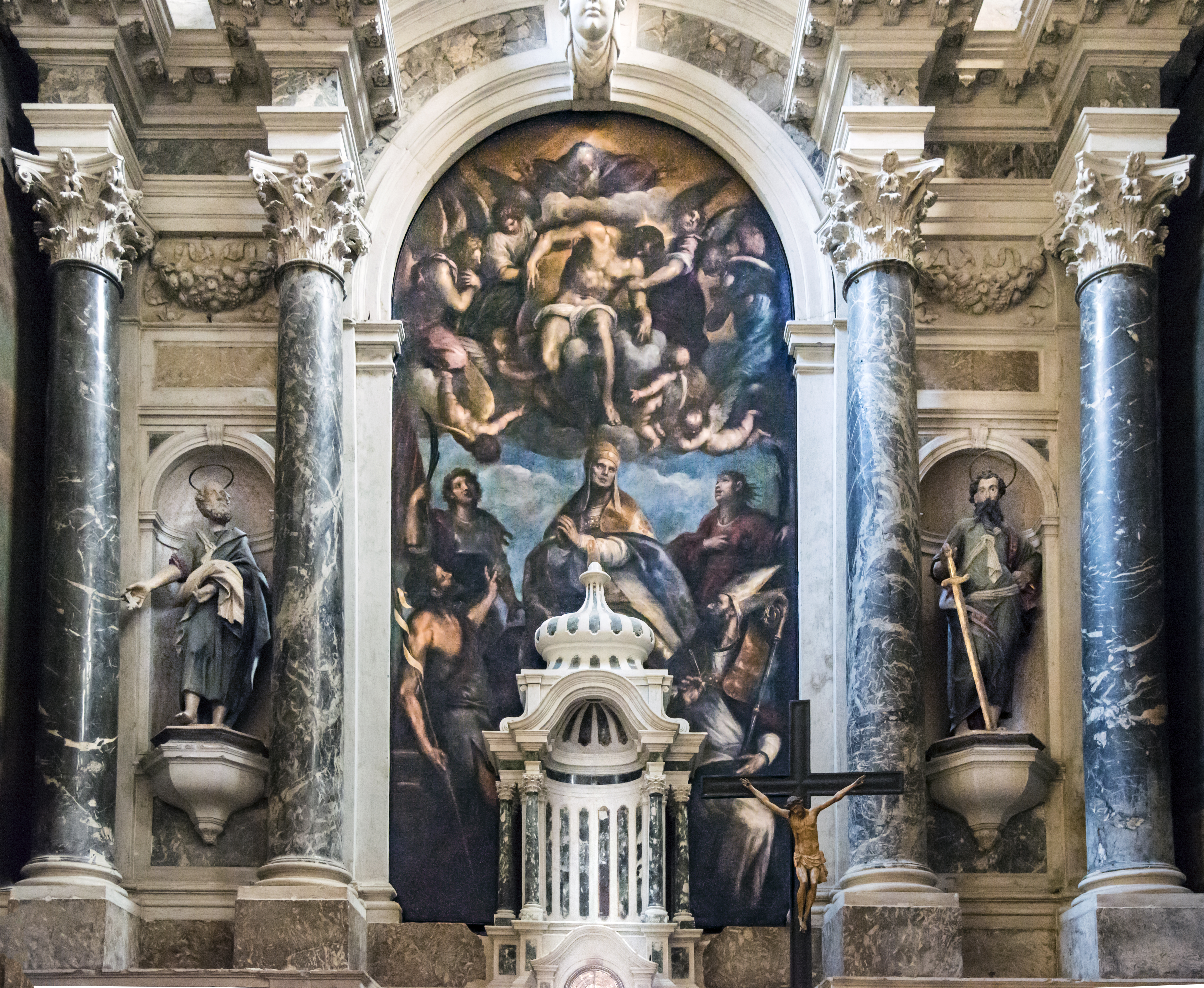
Le Christ mort soutenu par des anges et des saints de Palma le Jeune.
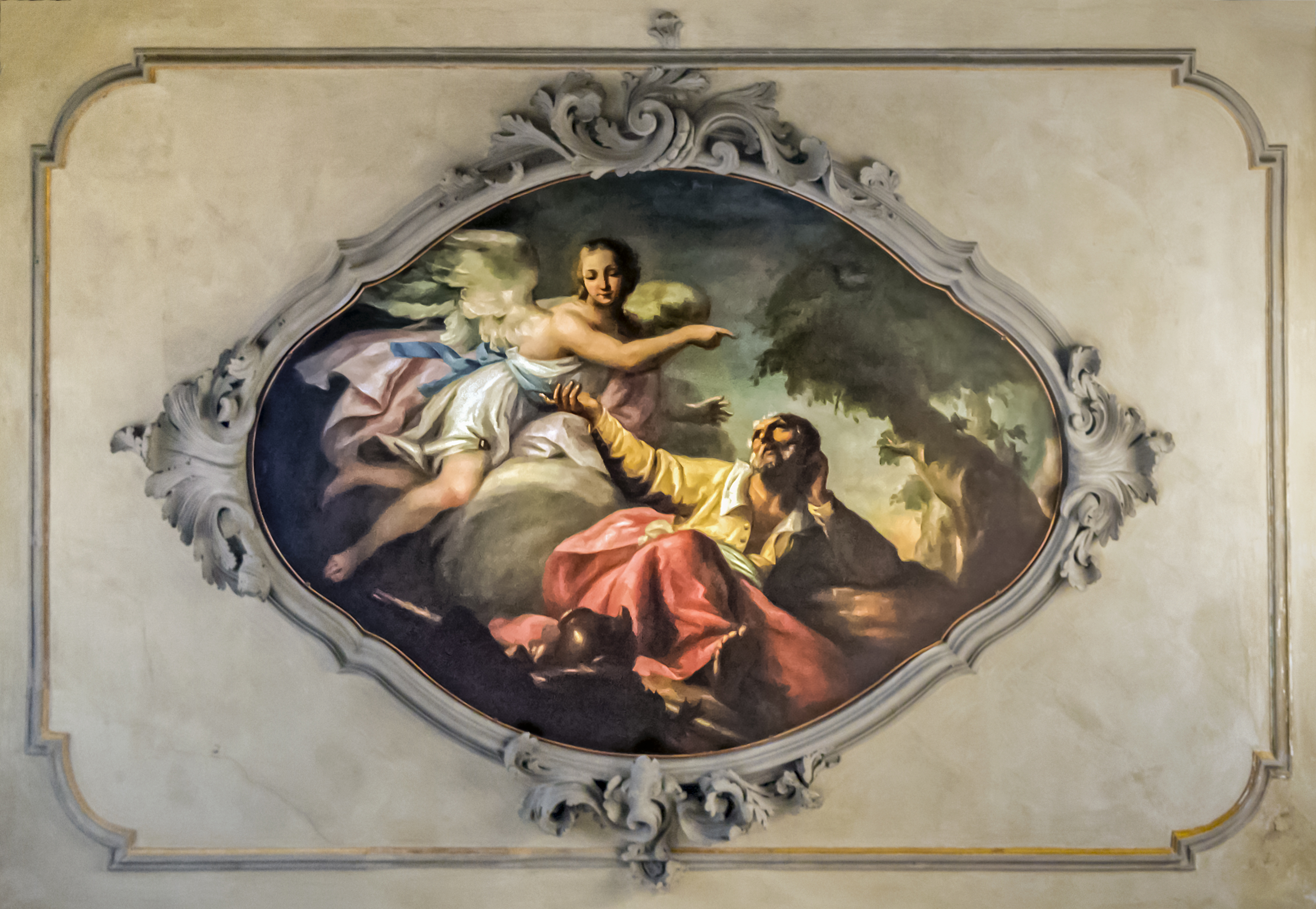
L'Ange réveille le prophète Elie par Pietro Moro.

### La chapelle absidiale de droite
Cette chapelle, était attribué à la famille noble Gussoni, Canaletto est enterré au centre du pavement.
L'autel, le retable et les sculptures sont attribués Tullio Lombardo. Une Déploration en bas-relief en marbre encadrée par des pilastres appariés, dans laquelle il y a deux satyres, des fruits et des épis de blé, respectivement allégories du péché et des dons obtenus par le sacrifice du Christ et l'Eucharistie.
Au sommet de la voûte un médaillon avec le père éternel bénissant, dans les écoinçons les reliefs dorés avec les quatre Évangélistes de Pietro Lombardo.

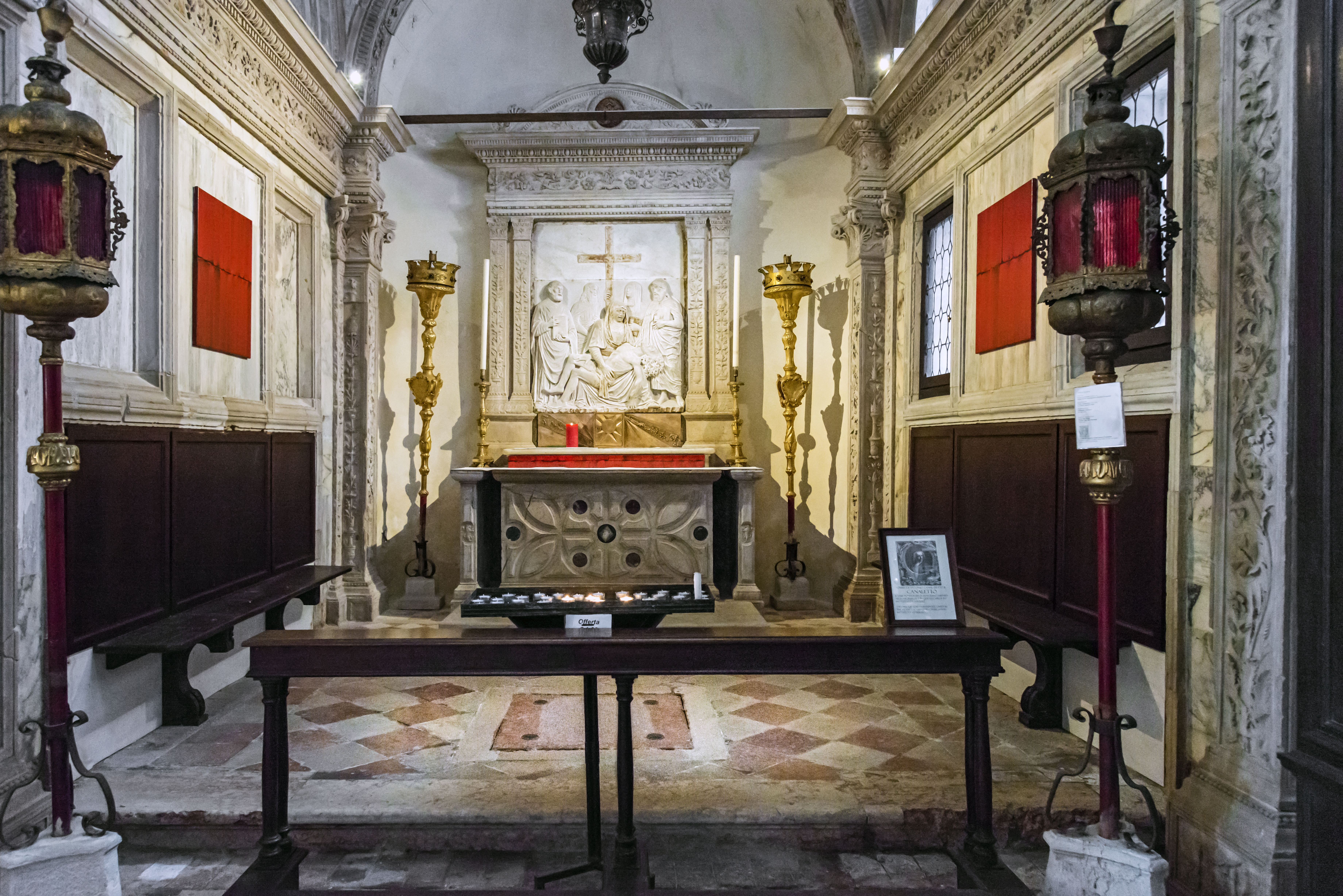
La chapelle Gussoni
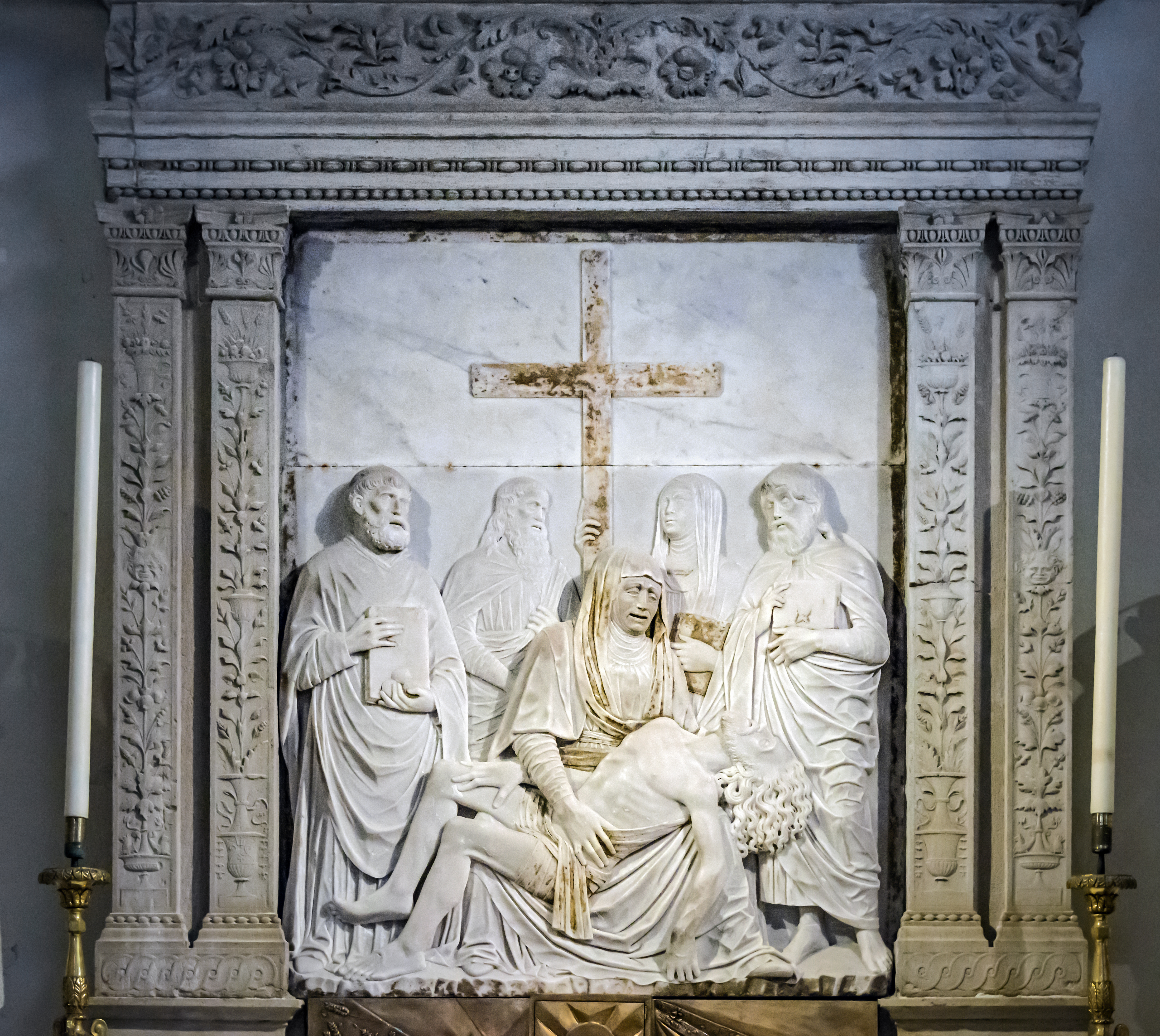
Déploration bas-relief par Tullio Lombardo
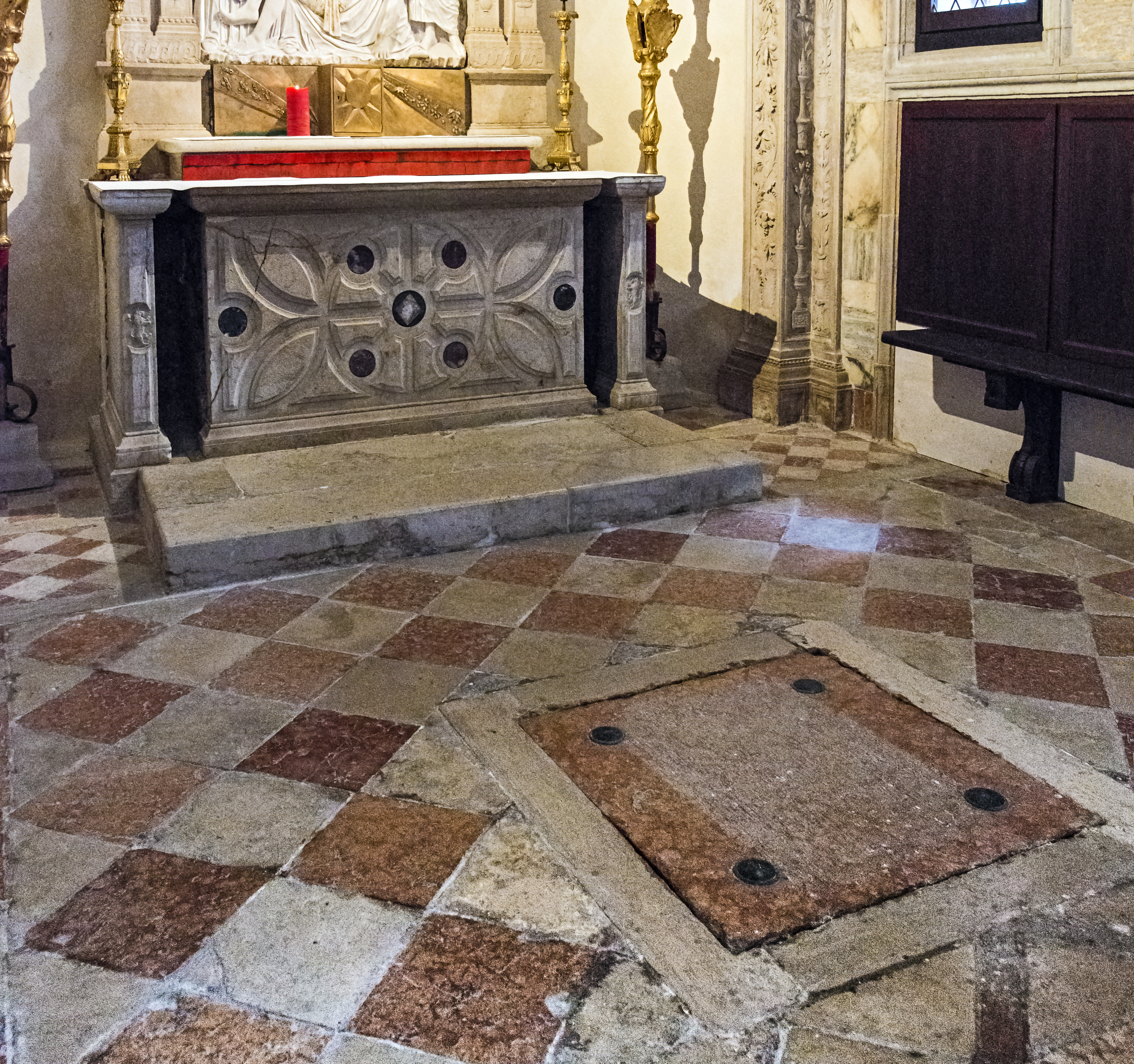
La tombe de Canaletto